# Дубров, Эрик Яковлевич
Эрик Яковлевич Дубров (17 января 1936, Хрустальное — 4 января 2014, Москва) — советский и российский врач. Доктор медицинских наук, профессор, академик Академии медико-технических наук, член Международной академии наук, и Академии творчества. Вице-президент Ассоциации ультразвуковой диагностики.

## Биография
Родился в 1936 году в селе Хрустальное Луганской области.
В 1959 году Эрик Яковлевич окончил 1-й Медицинский институт им. И. М. Сеченова. В 1962 году закончил клиническую ординатуру в хирургическом отделении Московского областного научно-исследовательского клинического института имени М.Ф. Владимирского.
С 1966 года работал в НИИ скорой помощи им. Склифосовского, пройдя путь от научного сотрудника до академика, и руководителя созданной им лаборатории ультразвуковых методов исследования.
Скончался 4 января 2014 года в Москве, похоронен на Донском кладбище.

## Научная деятельность
Дубров один из основоположников ультразвуковой диагностики. В 1999 году он открыл и возглавил подразделение медицинской инженерии в Академии инженерных наук имени А. М. Прохорова. Также он создал большую школу специалистов ультразвуковой диагностики.
Эрик Яковлевич Дубров является автором книг и около 350 статей по травматологии и ортопедии, ультразвуковой диагностике. Помимо этого он создал методику лечения хирургических ран низкочастотным ультразвуком, методику ультразвуковой диагностики в медицине, прибор для исследования остеопороза ультразвуковым методом, разработал ультразвуковой прибор остеометр для исследования костей и оценки остеопороза, создал методику и усовершенствовал аппаратуру для использования низкочастотного ультразвука для санации инфицированных ран, изобрёл способ хирургического лечения эпилепсии, открыл способ определения скопления жидкости в брюшной полости, открыл акустическую контактную смазку.
Он является обладателем почётного звания Пионер ультразвука Международной Ассоциации ультразвука, награждён медалью им.Прохорова и медалью им.Берга АИН.